# Mafalda Luís de Castro
Mafalda Martins da Silva Luís de Castro, mais conhecida como Mafalda Luís de Castro (Lisboa, 12 de Agosto de 1989), é uma actriz e dobradora portuguesa.
A irmã, Joana Luís de Castro, mais velha 4 anos, é que sempre manifestara vontade de ser actriz; Mafalda queria tornar-se ginasta profissional e, depois, quis seguir o exemplo dos pais, que são ambos jornalistas.
Em 2000/2001, deu os primeiros passos na representação ao ser escolhida para ser Margarida na novela Olhos de Água, da TVI.
Logo a seguir gravou a série Um Estranho em Casa, da RTP, onde interpretou Mafalda e onde contracenou com a irmã, que se tornou amiga da autora Isabel Medina, quando ambas dividiram o camarim nos bastidores da peça "Fidelidades", apresentada no Teatro Maria Matos.
Em 2003/2004, participou na série Ana e os Sete, da TVI, onde fez parte do grupo de sete irmãos, dando vida a Marta.
Em 2005 foi Maria no filme A Escada, de Jorge Paixão da Costa. No mesmo ano, teve participação especial em Inspector Max - A Fuga, da TVI, onde interpretou Marta.
Em 2007 fez parte do elenco da minissérie Nome de Código: Sintra, da RTP, onde interpretou Mariana.
Entretanto teve participações especiais em Equador e Meu Amor e foi ainda Ana em Casos da Vida - Vida Dupla, e Marina em Ele é Ela, todas da TVI.
Em 2010, teve o seu primeiro papel de protagonista interpretando Isabel, em Lua Vermelha, da SIC.
Em 2011, foi Inês em Sedução, da TVI.
Fez parte do videoclip da música Cais, dos GNR.
Já em 2012, fez parte do elenco do telefilme Os Abutres do projecto TVI Filmes, da TVI.
Em 2012, protagoniza a novela da TVI, Louco Amor ao lado de José Carlos Pereira.
Faz regularmente dobragens para filmes e séries de televisão, entre as quais se destacam a voz de Hermione Granger, personagem interpretada por Emma Watson, no 2º, 3º e 4º filmes da saga Harry Potter em português de Portugal, bem como em todos os jogos de vídeo deste. Deu voz também a Princesa Pea no filme A Lenda de Despereaux, a Sam O'Hare no filme HOP, a Branca de Neve no filme Espelho, Espelho Meu! e a um dos Smurfs, no filme Os Smurfs.

## Televisão
| Ano         | Projeto                    | Papel                                | Notas                 | Canal |
| ----------- | -------------------------- | ------------------------------------ | --------------------- | ----- |
| 2001        | Olhos de Água              | Margarida Negrão Leal                | Elenco Infantil       | TVI   |
| 2001 - 2002 | Um Estranho em Casa        | Mafalda                              | Elenco Infantil       | RTP1  |
| 2003 - 2004 | Ana e os Sete              | Marta Vilar Coutinho                 | Elenco Infantil       | TVI   |
| 2005        | Inspector Max              | Marta                                | Atriz Convidada       | TVI   |
| 2005        | A Escada                   | Maria                                | Elenco Principal      | RTP1  |
| 2007        | Nome de Código: Sintra     | Mariana                              | Participação Especial | RTP1  |
| 2008        | Casos da Vida              | Ana                                  | Elenco Principal      | TVI   |
| 2009        | Meu Amor                   | Helena de Aguiar Vargas Mota (Jovem) | Elenco Adicional      | TVI   |
| 2009 - 2010 | Ele É Ela                  | Marina                               | Elenco Adicional      | TVI   |
| 2010 - 2012 | Lua Vermelha               | Isabel Góis de Oliveira              | Protagonista          | SIC   |
| 2010 - 2011 | Sedução                    | Inês Dias                            | Elenco Principal      | TVI   |
| 2012 - 2013 | Louco Amor                 | Margarida Rocha                      | Co- Protagonista      | TVI   |
| 2012        | Os Abutres                 | Rita Cordeiro                        | Elenco Principal      | RTP1  |
| 2012        | Maternidade                | Natacha                              | Elenco Adicional      | RTP1  |
| 2015 - 2016 | Coração d'Ouro             | Raquel Fonseca Martins               | Elenco Principal      | SIC   |
| 2019        | Alguém Perdeu              | Leonor Mascarenhas Junqueira         | Protagonista          | CMTV  |
| 2025 - 2026 | Lua Vermelha: Nova Geração | Isabel Góis de Oliveira              | Protagonista (OPTO)   | SIC   |

## Dobragens
- Harry Potter e a Câmara dos Segredos - Hermione Granger
- Harry Potter e o Prisioneiro de Azkaban - Hermione Granger
- Harry Potter e o Cálice de Fogo - Hermione Granger
- Harry Potter e a Ordem da Fénix (o jogo) - Hermione Granger
- Harry Potter e o Príncipe Misterioso (o jogo) - Hermione Granger
- Os Rebeldes da bola - Vanessa
- Barbie as the Island Princess
- A Lenda de Despereaux - Princesa Pea
- O Mundo de Patty
- Em Defesa da Terra
- HOP - Sam O'Hare
- Espelho, Espelho Meu! - Branca de Neve
- Os Smurfs - Um dos Smurfs
- Arthur Christmas
- Os Croods - Eep
- Chica Vampiro
- Os Descendentes: Wicked World - Freddie
- Manual do Jogador para Quase Tudo - Vozes adicionais
- Soy Luna - Yam
- As Powerpuff Girls (2016) - Blossom
- O Amanhececer dos Croods - Eep
- Pets - A Vida Secreta dos Bichos - Gidget
- Cantar! - Becky
- Lego Batman: O Filme - Arlequina

## Teatro
- O Senhor Puntila e o seu Criado Matti (Bertolt Brecht) no Teatro Aberto[1]